# Cupid Incognito
Cupid Incognito è un cortometraggio muto del 1914 diretto e interpretato da Wallace Reid. Reid firma anche la sceneggiatura tratta da una storia di Bess Meredyth.

## Produzione
Il film fu prodotto dalla Nestor Film Company.

## Distribuzione
Distribuito dall'Universal Film Manufacturing Company, il film - un cortometraggio di una bobina - uscì nelle sale cinematografiche USA il 1º aprile 1914.